# Plomodiern
 Plomodiern  (en bretón Ploudiern) es una población y comuna francesa, situada en la región de Bretaña, departamento de Finisterre, en el distrito de Châteaulin y cantón de Châteaulin.

## Demografía
| 2283 | 2099 | 1922 | 1963 | 1912 | 2076 |
| Para los censos de 1962 a 1999 la población legal corresponde a la población sin duplicidades (Fuente: INSEE [Consultar]) |      |      |      |      |      |